# Microrutela coerulea
Microrutela coerulea är en skalbaggsart som beskrevs av Perty 1832. Microrutela coerulea ingår i släktet Microrutela och familjen Rutelidae. Inga underarter finns listade i Catalogue of Life.